# Hans Kaufmann (Literaturwissenschaftler)
Hans Kaufmann (* 31. März 1926 in Berlin; † 15. Januar 2000 ebenda) war ein deutscher Literaturwissenschaftler und Germanist.

## Leben
Hans Kaufmann war Sohn eines Angestellten und nahm 1944/45 als junger Soldat noch am Zweiten Weltkrieg teil. Nach der Gefangenschaft nahm er den unterbrochenem Gymnasiumsbesuch wieder auf und legte 1948 sein Abitur an der Arbeiter-und-Bauern-Fakultät der Humboldt-Universität zu Berlin ab. Danach studierte er bis 1952 Germanistik und Geschichte an der Humboldt-Universität. Anschließend arbeitete Kaufmann dort als Hochschulassistent und Aspirant. 1956 promovierte er, danach war er Habilitationsaspirant und Dozent. Zwischen 1959 und 1961 war Kaufmann Professor an der Humboldt-Universität. 1962 erfolgte seine Habilitation. Von 1962 bis 1968 arbeitete er als Professor und Direktor der Abteilung Neuere und neueste deutsche Literaturgeschichte an der Friedrich-Schiller-Universität Jena. 1967 legte er eine Monographie über Heinrich Heine vor, die als bis dahin bedeutendste Heine-Monographie der deutschen Nachkriegszeit gilt.
Ab 1968 war Hans Kaufmann bis zu seiner Emeritierung 1991 am Zentralinstitut für Literaturgeschichte der Akademie der Wissenschaften der DDR tätig.
Hans Kaufmann war zeitweilig mit der Germanistin Eva Kaufmann verheiratet. 

## Auszeichnungen
- 1963: Lessing-Preis der DDR
- 1972: Heinrich-Heine-Preis des Ministeriums für Kultur der DDR

## Werke
- Politisches Gedicht und klassische Dichtung. Aufbau, Berlin/DDR 1958
- Heinrich Heine – Geistige Entwicklung und künstlerisches Werk. Aufbau, Berlin/DDR 1967
- Krisen und Wandlungen der deutschen Literatur von Wedekind bis Feuchtwanger. Aufbau, Berlin/DDR 1976
- Versuch über das Erbe. Philipp Reclam, Leipzig 1980
- Über DDR-Literatur. Beiträge aus fünfundzwanzig Jahren. Aufbau, Berlin/DDR 1986